# James Burton Reynolds
James Burton Reynolds (Saratoga, 1870 - 8 de fevereiro de 1948) foi um secretário do tesouro, onde foi acusado de aceitar suborno do Sugar Trust.

## Biografia
Ele nasceu em Saratoga, Nova Iorque. Ele se casou com Irene H. Holeombe (c. 1880-1943). Em 1913 ele foi secretário do Comitê Nacional Republicano. Em 1920 ele era o gerente de campanha de Calvin Coolidge. Ele morreu em fevereiro de 1948.